# Magne Skodvin
Magne Skodvin, född 13 december 1915 i Ullensvang, död 26 januari 2004 i Oslo, var en norsk historiker.
Skodvin blev filosofie doktor 1956 och utnämndes samma år till professor i historia vid Norges lærerhøgskole i Trondheim. Från 1961 till 1983 tjänstgjorde han som professor vid universitetet i Oslo. Hans intressen omfattade huvudsakligen Norge under andra världskriget och Norges anslutning till Nato.
Skodvin var ordförande i Det Norske Studentersamfund 1947, medredaktör för Syn og Segn från 1951 till 1959 och ordförande i Noregs Mållag från 1958–1960. Han författade bland annat doktorsavhandlingen Striden om okkupasjonsstyret i Norge (1956), Norden eller NATO (1971), Krig og okkupasjon 1939–1945 (1990), och var huvudredaktör för Norge i krig (8 band, 1984–1987). Festskriften Samtid og historie (redaktör Ole Kristian Grimnes) publicerades 1975.